# Pardosa vlijmi
Pardosa vlijmi är en spindelart som beskrevs av den Hollander och Dijkstra 1974. Pardosa vlijmi ingår i släktet Pardosa och familjen vargspindlar.
Artens utbredningsområde är Frankrike. Inga underarter finns listade i Catalogue of Life.